# Кастелчериоло (Алесандрија)
Кастелчериоло (итал. Castelceriolo) је насеље у Италији у округу Алесандрија, региону Пијемонт.
Према процени из 2011. у насељу је живело 1617 становника. Насеље се налази на надморској висини од 91 м.